# 세례에 의한 중생
세례에 의한 중생(Baptismal Regeneration)은 로마 가톨릭, 동방 정교회, 오리엔트 정교회, 아시리아 동방교회, 성공회,  루터교 등에서 주장하는 교리로, 개인이 구원을 받기 위해서는 반드시 세례를 받아야 한다는 주장이다.  여기서 중생이라는 말은 신약성경에서 예수가 니고데모에게 거듭나지 않고서는 하나님 나라에 들어갈 수 없다는 것에서 나오는 것이다.  루이스 벌코프는 신생과 중생을 동일한 의미라고 주장하였다.  웨스트민스터 신앙고백에서는 세례에 의해서 구원은 보장 받지 않는다고 명시하였다.  성경에서 세례를 받으면 거듭난다는 구절은 단 한 구절도 없다하여 개신교 교파 중 침례교, 장로교, 감리교, 오순절교, 복음주의, 재세례파 등에서는 이런 주장을 잘못된 것이라고 가르치고 있다.

## 같이 보기
- 세례
- 은총의 방도